# Der Tod und das Mädchen (Theaterstück)
Der Tod und das Mädchen (Originaltitel: La muerte y la doncella) ist ein Theaterstück des in die USA emigrierten Chilenen Ariel Dorfman. Es wurde 1991 unter dem Titel Death and the Maiden im Royal Court Theatre in London uraufgeführt. Das Stück wurde ein großer Erfolg, gewann viele renommierte Preise und wurde in 25 Sprachen übersetzt. Die deutschsprachige Übertragung von Ulli Stephan und Uwe B. Carstensen erschien erstmals 1992 im Fischer-Taschenbuch-Verlag, Frankfurt am Main. Das Stück wurde 1994 unter der Regie von Roman Polański unter dem Titel Der Tod und das Mädchen (Death and the Maiden) mit Sigourney Weaver, Ben Kingsley und Stuart Wilson verfilmt. Zentrales Motiv ist das seit dem 15. Jahrhundert bekannte Sujet Der Tod und das Mädchen und das gleichnamige Streichquartett Nr. 14 d-Moll von Franz Schubert.

## Inhalt
Das Stück handelt von Paulina Salas, ihrem Mann Gerardo Escobar und dem Arzt Roberto Miranda. Es spielt fast ausschließlich im Strandhaus der Escobars, wobei Paulina in Roberto Miranda ihren Peiniger aus der Zeit der Diktatur (motiviert durch Chile unter Augusto Pinochet) erkannt haben will und ihn daher als Geisel festhält.
Die Schuldfrage des Arztes bleibt größtenteils ungeklärt. Zum Schluss versucht Paulina mittels einer Finte, bei der sie ihren Mann mit geringfügig falschen Informationen versorgt, das von ihm initiierte Schein-Geständnis so zu manipulieren, dass einzig der wahre Täter diese Fehler korrigiert haben könnte. Sie sieht die Korrekturen als Beweis seiner Schuld an, wobei in Anbetracht ihrer wie Mirandas sehr instabiler mentaler Lage von einer konsequenten Beweisführung im anerkannten Sinne nicht ausgegangen werden kann. Trotz dieses Sachverhalts beschließt Paulina den Arzt am Leben zu lassen und versucht auf diese Weise mit ihrer Vergangenheit abzuschließen, um ein neues Leben in der Demokratie zu erschaffen.

## Handlung
Gerardo Escobar, ein bedeutender Anwalt, hat auf dem Nachhauseweg eine Reifenpanne. Ihm steht kein Wagenheber zur Verfügung und er ist daher auf die Hilfe des Arztes Roberto Miranda angewiesen, der anhält und ihn nach Hause fährt. In derselben Nacht besucht Roberto Gerardo ein weiteres Mal und behauptet, im Radio von der Ernennung Escobars als Leiter der Kommission zur Aufklärung der Verbrechen während der Militärdiktatur erfahren zu haben und bietet ihm aus Bewunderung an, den Wagen am nächsten Tag in Ordnung zu bringen. Roberto ist sehr an Gerardos Tätigkeit interessiert.
Die sich im Nebenzimmer befindende Paulina Salas, Gerardos Ehefrau, meint in Roberto anhand seiner Stimme und seines Lachens ihren früheren Peiniger zu erkennen, der sie vor fünfzehn Jahren, damals noch während der Diktatur, gefoltert und vergewaltigt hat, während dabei oftmals Schuberts Der Tod und das Mädchen lief.
Sie entschließt sich also, Roberto mit einem Revolver zu bedrohen und an einen Stuhl zu fesseln. Um ihre Erlebnisse besser verarbeiten zu können, will sie einen Schlussstrich ziehen: Sie will, dass Roberto seine Taten zugibt, sie bereut und ein Geständnis ablegt.
Gerardo ist der Ansicht, dass Paulinas „Beweise“ (Stimme, Lachen, Geruch, vereinzelte Ausdrücke) vor Gericht nicht standhalten könnten und denkt, seine Frau bilde sich nur ein, dass es sich bei Miranda um ihren Peiniger handle. Er versucht, sie davon zu überzeugen, dass sie ihn laufen lassen soll, um spätere Folgen zu vermeiden. Dennoch bleibt Paulina ihrer Ansicht treu und weigert sich standhaft, Roberto ohne ein Schuldgeständnis gehen zu lassen. Nach einer längeren Diskussion entschließen sich beide, dass Roberto sein Geständnis auf einem Tonband festhalten solle, woraufhin sie ihn freilassen würden. Um ihm ein „faires Verfahren“ zu sichern, überredet Paulina Gerardo, Robertos Anwalt zu spielen.
Da Roberto aber ständig seine Unschuld beteuert, soll er, auf Gerardos Drängen, ein Scheingeständnis ablegen, damit seine Frau, die davon nichts wissen soll, Roberto freilässt. Da dieser jedoch behauptet, nicht zu wissen, was er gestehen soll, fragt Gerardo seine Frau über die Folterungen aus und so gibt er seine Informationen auf Tonband an Roberto weiter. Gerardo glaubt, dass aus seiner Anwaltstätigkeit eine Pflicht für ihn besteht, Miranda anständig zu behandeln und daher verschwört er sich indirekt gegen seine Frau.
Paulina jedoch ahnt davon und erzählt Gerardo absichtlich ein paar Unwahrheiten, so ändert sie zum Beispiel einen der Namen geringfügig ab.
Als Roberto Miranda dann sein Scheingeständnis ablegt, ändert er unbewusst die vermeintlichen in die wahren Namen und Paulina weiß nun, dass er wirklich ihr Peiniger war.
Sie zählt einen Countdown und will ihn erschießen, jedoch endet die Geschichte, bevor sie zu Ende gezählt hat.
Am Ende des Buches sitzen Paulina, Roberto und Gerado im Theater und hören das Stück „Der Tod und das Mädchen“ von Schubert. Paulinas und Robertos Augen treffen sich für einen Augenblick und sie sehen sich stillschweigend an, wobei nicht eindeutig klar wird, ob es sich tatsächlich um Roberto oder nur um eine Einbildung Paulinas handelt. Paulina wendet ihren Blick schnell wieder nach vorne, Robertos Augen haften bis zum Ende auf Paulina. Das Streichquartett spielt und das Stück endet.

## Ausgaben
- Ariel Dorfman: Der Tod und das Mädchen. Stück in drei Akten (Originaltitel: Death and the Maiden). Deutsch von Ulli Stephan und Uwe B. Carstensen. 10. – 12. Tausend. Fischer-Taschenbuch-Verlag, Frankfurt am Main 1995, 78 S., ISBN 3-596-11426-8